# Ypsilandra kansuensis
Ypsilandra kansuensis är en nysrotsväxtart som beskrevs av R.N.Zhao och Z.X.Peng. Ypsilandra kansuensis ingår i släktet Ypsilandra och familjen nysrotsväxter. Inga underarter finns listade.